# Africaspis parinarii
Africaspis parinarii är en insektsart som först beskrevs av Hall 1943.  Africaspis parinarii ingår i släktet Africaspis och familjen pansarsköldlöss.
Artens utbredningsområde är Zimbabwe. Inga underarter finns listade i Catalogue of Life.